# Takuya Hashiguchi
Takuya Hashiguchi (japanisch 橋口 拓哉 Hashiguchi Takuya; * 27. September 1994 in der Präfektur Miyazaki) ist ein ehemaliger japanischer Fußballspieler.

## Karriere
Hashiguchi erlernte das Fußballspielen in der Schulmannschaft der Miyazaki Nihon University High School und der Universitätsmannschaft der Ryūtsū-Keizai-Universität. Seinen ersten Vertrag unterschrieb er 2017 bei Kashiwa Reysol. Der Verein aus Kashiwa spielte in der höchsten japanischen Liga, der J1 League. Die Saison 2018 wurde er an den Zweitligisten FC Machida Zelvia nach Machida ausgeliehen. Für Machida absolvierte er ein Zweitligaspiel. 2019 wurde er an den in der vierten Liga spielenden Tegevajaro Miyazaki nach Miyazaki ausgeliehen. Nach Vertragsende bei Reysol wechselte er im Februar 2020 zum Drittligisten FC Gifu. Für den Klub aus Gifu absolvierte er zwölf Drittligaspiele.
Am 1. Februar 2021 beendete Hashiguchi seine Karriere als Fußballspieler.